# جزیره سوان
جزیره سوان (ارمنی: Սևանի կղզի Sevani kğzi), اکنون شبه‌جزیره سوان Sevan Peninsula (ارمنی: Սևանի թերակղզի Sevani t'erakğzi) بخشی از شمالشرقی دریاچه سوان است. این جزیره در استان گغارکونیک ارمنستان واقع شده است. پس از آبگیری مصنوعی دریاچه سوان که در دوره استالین آغاز شد سطح آب دریاچه ۲۰ متر پایین آمد و جزیره به شبه‌جزیره تبدیل شد.
صومعه سواناوانک متعلق به سده نهم میلادی که یکی از مهمترین جاذبه‌های توریستی ارمنستان می‌باشد در این جزیره قرار گرفته است.

## نگارخانه

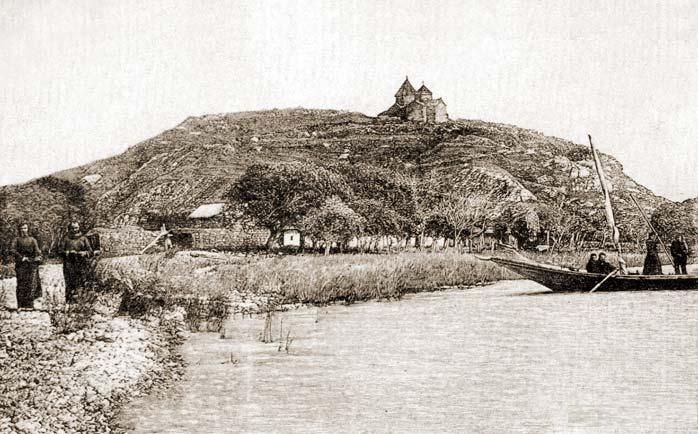
جزیره و صومعه سوان در طی سده ۱۹ میلادی (پاریس، 1869, T. Deyrolle)
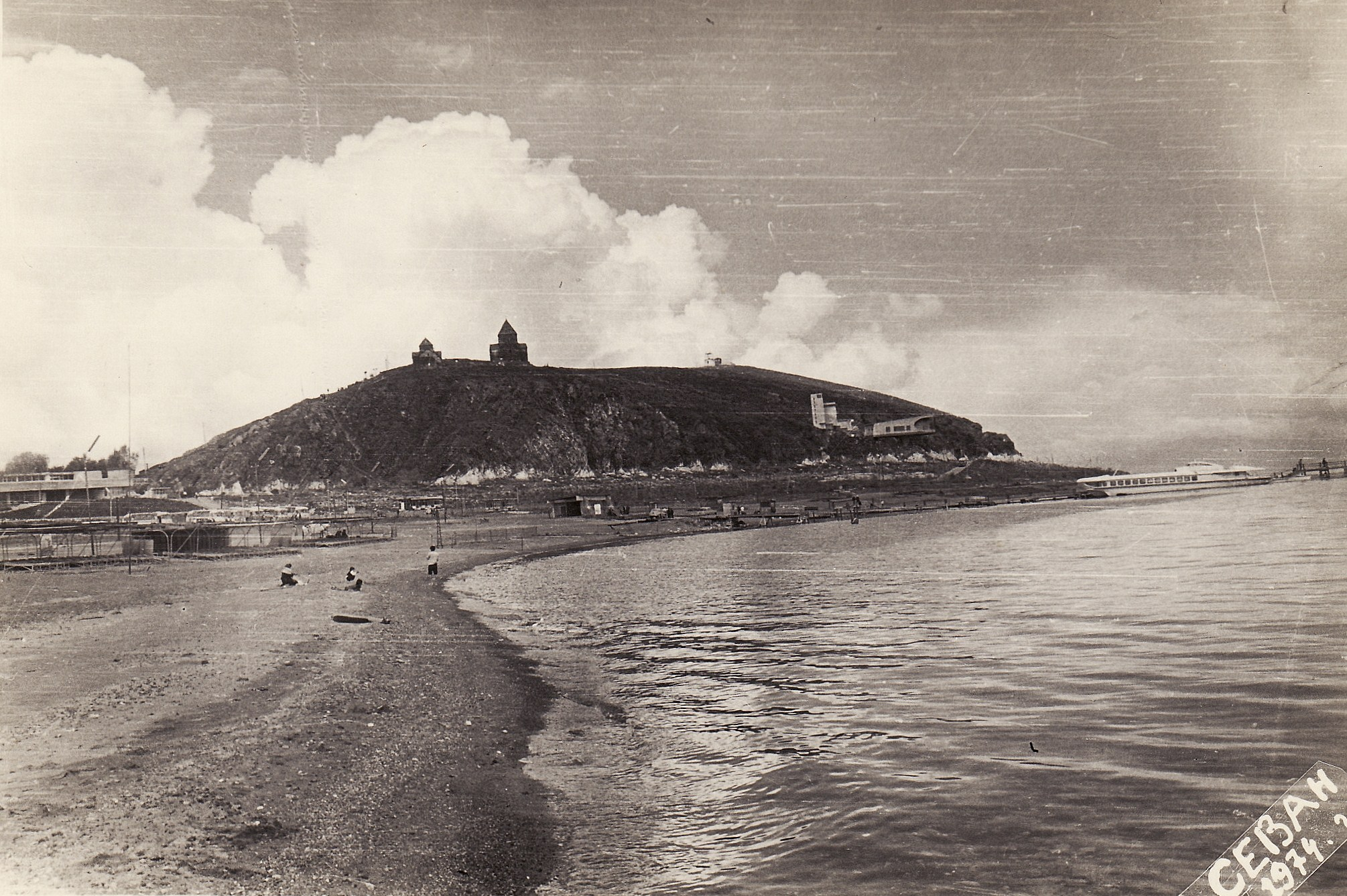
دریاچه سوان در ارمنستان ۱۹۷۴
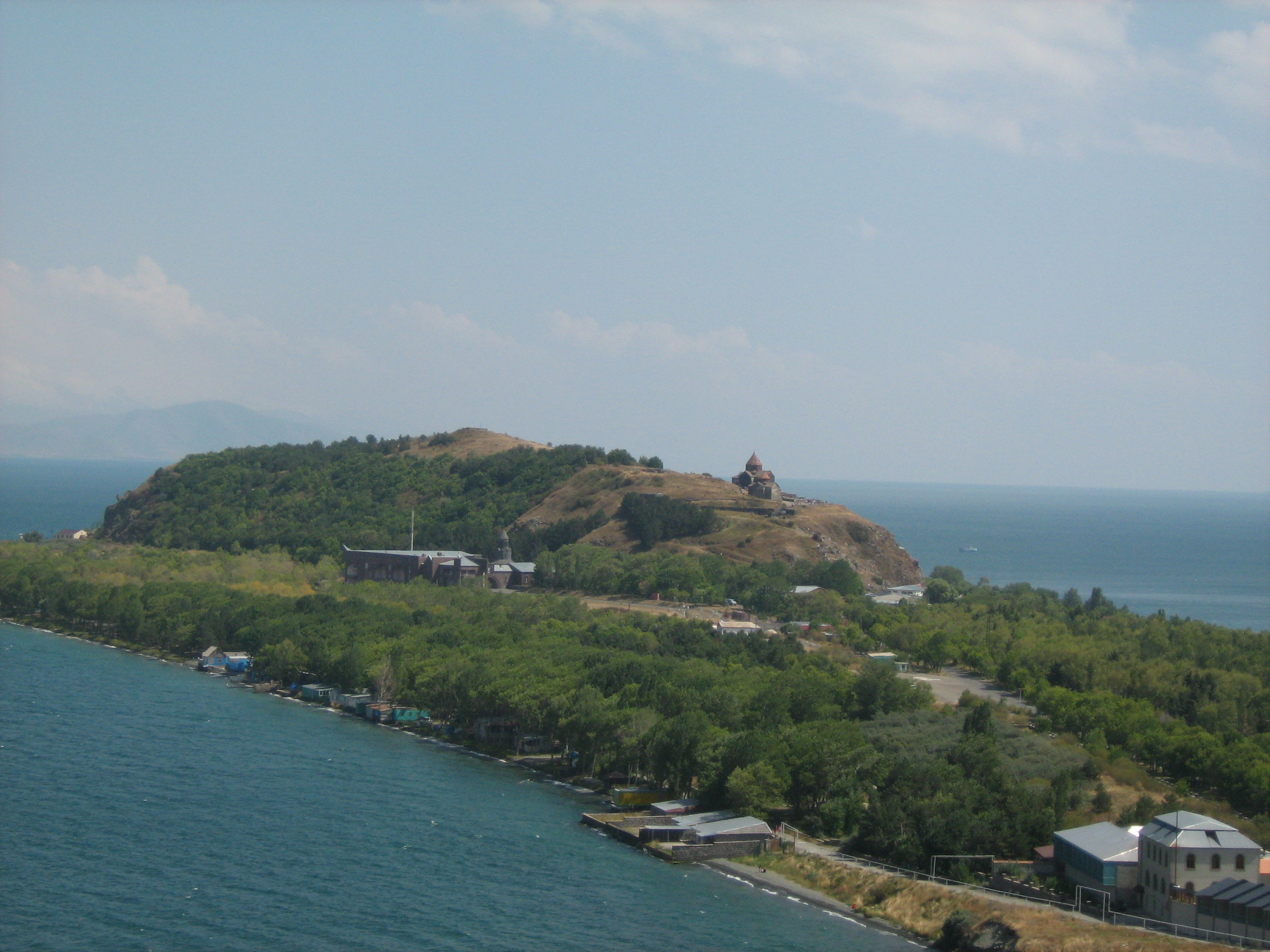
سواناوانک